# Heuristiek
Heuristiek  (Grieks εὑρίσκειν = vinden, vergelijk εὕρηκα = ik heb het gevonden) is de wetenschap, de leer of de kunst van het vinden. Zij legt zich erop toe om methodisch en systematisch op uitvindingen en ontdekkingen te komen. 

## Algemeen
Een heuristiek wordt vaak gebruikt in de betekenis van een (vuist)regel die ervoor zorgt dat er minder operaties nodig zijn om tot de oplossing van een probleem te komen. In deze zin is het ook beter bekend als ezelsbruggetje of geheugensteuntjes. Heuristieken kunnen ook foutief gebruikt worden (bijv: beroemde of succesvolle mensen hebben eerder gelijk dan onbekende mensen). De meeste heuristieken gebruiken we impliciet (onbewust).
In het moderne onderwijs worden leerlingen gestimuleerd om zelf tot heuristieken te komen, langs de bekende wegen: inductie (van het bijzondere naar het algemene), deductie (van het algemene naar het bijzondere) en analogie (van het algemene naar het algemene). Het vertrouwen dat uiteindelijk alles met alles samenhangt, helpt de studenten hierbij.
Heuristieken zijn informele, intuïtieve en speculatieve oplossingsstrategieën, die mensen ontwikkelen om 
bepaalde problemen aan te pakken. In tegenstelling tot algoritmen, die altijd en overal werken, zijn heuristieken 
specifieke strategieën die we leren gebruiken in specifieke situaties en die niet altijd een oplossing garanderen. 
Heuristieken verschaffen algemene richtlijnen over mogelijke oplossingen en doen ons veel tijd en moeite 
besparen door de oplossingen te beperken tot degene die wij de meeste kans geven om van toepassing te zijn.
Elke taak heeft heuristieke mogelijkheden, en hoe meer ervaring men heeft met een taak hoe beter men in staat is om goede  
heuristieken te ontwikkelen. Het heuristiekfalen wordt veroorzaakt door:
- Representativiteitsheuristiek: de overtuiging die mensen hebben van hoe iets er moet uitzien om representatief te zijn voor een bepaald proces,

- Beschikbaarheidsheuristiek: hangt af van het geheugen, en wordt dus bepaald door elementen die een invloed hebben op de toegankelijkheid van een geheugenspoor, verbeelding en persoonlijke vooringenomenheid.

## Heuristiek in de filosofie
Heuristiek als leer en begrip binnen de filosofie gaat ervan uit dat er een verband bestaat tussen "vinden" en "zoeken". Wie iets kwijt is, weet of bezit iets niet (meer): het is niet altijd duidelijk of het gaat om aantreffen (vinden), terugvinden of hervinden. Wanneer iets verborgen (Latijn occultum = bedekt) is, kan het "ontdekt" worden. Wanneer iets ergens in zit (vergelijk "daar zít iets in"), dan kan het "erin-" dan wel "(er)uitgevonden" worden. Volgens Plato is alle kennis herinnering, een hervinden geïnduceerd door contact met de werkelijkheid. Iets kwijt zijn is dan gelijk aan iets vergeten zijn, iets vinden herinnering (Grieks anamnèsis). De Grieken waren geïnteresseerd naar de mens die als eerste iets (uit)vond, zoals het vuur, een ritueel of het schrift (Grieks prôtos heuretès = eerste vinder).
De beste methode om iets terug te vinden wat men kwijt is, is reconstructie: wat deed ik toen ik het nog had? waar was ik toen? In het algemeen is constructie een vruchtbaar systeem bij zoeken en vinden. Van Giambattista Vico (1668-1744) komt de stelling dat de mens begrijpt wat hij maakt. M.a.w. door te beginnen met de constructie van een (mogelijke) oplossing of een (plausibel) verhaal bij een probleem, komt men vanzelf de lacunes tegen. Door concreet onderzoek naar die lacunes past men ook het verhaal of de beschouwing (theorie) aan. Theorie en praktijk treden in wisselwerking, het spel van verificatie en falsificatie (vergelijk Sir Karl Popper, The Logic of Scientific Discovery).
Constructie is te vergelijken met focus, met probleemgericht zoeken. Ook het verschijnsel serendipiteit is hiermee verwant: hierbij zoekt men niet bewust naar iets, maar vindt men het "bij toeval". Feitelijk staat men open voor de oplossing. Iets dergelijks treedt soms ook op in onze dromen: wij gaan slapen met een probleem en worden wakker met de oplossing.

## Historische heuristiek
Historische heuristiek is de systematische methode die men gebruikt om op een zo efficiënt mogelijke manier historische informatiebronnen en historische werken te vinden. De vaardigheden en strategieën die daarbij van belang zijn worden net als  bij andere academische disciplines vaak in een inleidende cursus aangeboden. Studenten leren om op een snelle, efficiënte manier  informatie op te zoeken in zowel gedrukte als digitale media. Deze informatie zullen zij ook op relevantie moeten kunnen beoordelen en annoteren. Deze strategieën worden toegepast bij het zoeken en vinden van historische werken in vindplaatsen als musea, bibliotheken, documentatiecentra en archieven.

## Heuristiek in de informatica
Heuristiek vindt men vaak terug in de informaticawereld, bijvoorbeeld bij computerbeveiliging. Veel antivirusprogramma's maken namelijk gebruik van heuristiek om verdacht gedrag van programma's te ontdekken en zo nieuwe malware te identificeren.